# Анси
Вижте пояснителната страница за други значения на Анси.
Ансѝ (на френски: Annecy, [an.si]) е град в източна Франция, административен център на департамент От Савоа в регион Оверн-Рона-Алпи. Населението му е около 51 000 жители (2011).

## География
Анси е разположен на северния бряг на езерото Анси, около малката река Тиу в Предалпите. Отстои на 102 km североизточно от град Лион и на 32 km южно от швейцарския град Женева. На 45 km южно от Анси е главният град на съседния департамент – Шамбери.

## История
Анси възниква през XI век, а от началото на XIII век е столица на Женевското графство, след като в Женева се установява властта на местния епископ и графовете напускат града. През 1401 година Женевското графство е присъединено към Савоя, където Анси е център на провинция Женевоа.
След като през 1535 година калвинистите установяват контрол над Женева, католическият епископ се премества в Анси и градът е център на Женевския диоцез до закриването му през 1801 година. От 1822 година е седалище на новосъздаден Ансийски диоцез.
Между 1792 и 1814 година Савоя е анексирана от Франция и Анси е част от департамента Мон Блан. През 1860 година областта е окончателно присъединена към Франция и Анси става център на новосъздадения департамент От Савоа (Горна Савоя).
През 1949 година в Анси се провежда вторият кръг от преговорите по Общото споразумение за митата и търговията.

## Население
Населението на Анси е около 51 000 жители (2011). Градът е и център на агломерация с близо 153 000 жители (2007).

## Управление
Анси е административен център на департамента От Савоа, на окръг Анси, както и на три кантона – Анси-център, Анси-североизток и Анси-северозапад. Първите два включват само части от града, а третият – и още 11 други общини.

## Икономика
Анси е текстилен и курортен център. Основни отрасли в икономиката на града са туризмът, металургията и целулозно-хартиената промишленост.

## Инфраструктура
Анси е железопътен и шосеен транспортен възел.

## Известни личности
Родени в Анси
- Вероник Жано (р. 1957), киноактриса
- Кристоф Льометър (р. 1990), лекоатлет
- Тома Фанара (р. 1981), скиор